# TRAF7
TRAF7（“TNF受体相关因子7”，也称为“环指和WD重复结构域1”，缩写“RFWD3”）是人类基因 TRAF7 编码的蛋白质，属于一种TNF受体相关因子（TRAF）。